# Кабинет министров Кирибати
Кабинет министров Кирибати (англ. Cabinet of Kiribati) — кабинет министров (исполнительная власть) правительства Республики Кирибати.
Конституция Кирибати (статья 40) устанавливает, что кабинет министров «должен состоять из Беретитенти, Кауоман-ни-Беретитенти и не более 10 других министров и Генерального прокурора». Члены кабинета министров назначаются Президентом из числа членов парламента (статья 41).

## Текущий состав кабинета министров
С марта 2016 года нынешним президентом Кирибати является Танети Маамау. В его кабинет министров входят Тебао Аверика и другие политики.
По состоянию на декабрь 2018 года:
| Должность | Министр                              |
| --- | ------------------------------------ |
| Беретитенти (президент); Министр иностранных дел и иммиграции; также министр, отвечающий за управление государственной службой и полицейскую службу Кирибати | Его Превосходительство Танети Маамау |
| Кауоман-ни-Беретитенти (вице-президент); Министр по делам женщин, молодежи и спорта                                                                          | Достопочтенный Кураби Ненем          |
| Министр торговли, промышленности и кооперации | Достопочтенный Атараке Натаара       |
| Министр связи, транспорта, туризма и развития промышленности                                                                                                 | Достопочтенный Вилли Токатааке       |
| Министр образования | Достопочтенный Дэвид Коллинз         |
| Министр окружающей среды, земель и развития сельского хозяйства                                                                                              | Достопочтенный Александр Тибо        |
| Министр финансов и экономического развития | Достопочтенный Теуэа Тоату           |
| Министр рыбного хозяйства и развития морских ресурсов | Достопочтенный Тетабо Накара         |
| Министр здравоохранения и медицинских услуг | Достопочтенный Тауаней Мареа         |
| Министр внутренних и социальных дел | Достопочтенный Кобеба Тайтай         |
| Министр юстиции | Достопочтенный Натан Тиве            |
| Министр труда и развития людских ресурсов | Достопочтенный Иотеба Редферн        |
| Министр развития островов Лайн и Феникс | Достопочтенный Микарите Темари       |
| Министр общественных работ и коммунального хозяйства | Достопочтенный Руатеки Текаяра       |

## Предыдущие составы кабинета министров

### Состав 2011—2016 гг.
После переизбрания на пост президента в январе 2012 года Аноте Тонг назначил следующий кабинет министров. После того как несколько его предыдущих министров, потерявших свое место на парламентских выборах в октябре 2011 года, он искал и получил поддержку вновь избранных депутатов, в частности, от оппозиционной партии Маури Кирибати.
Члены Маури Кирибати, которые присоединились к правительству, также присоединились к партии БТК. Партийные ключи ниже указывают на начальную принадлежность каждого министра после выборов 2012 года.
| Должность | Партия             | Министр                           |
| --- | ------------------ | --------------------------------- |
| Беретитенти (президент); Министр иностранных дел и иммиграции; также министр, отвечающий за управление государственной службой и полицейскую службу Кирибати | Боутокаан Те Коауа | Его Превосходительство Аноте Тонг |
| Кауоман-ни-Беретитенти (вице-президент); Министр внутренних и социальных дел                                                                                 | Боутокаан Те Коауа | Достопочтеннаяй Тейма Онорио      |
| Министр торговли, промышленности и кооперации | Манеабан Те Маури  | Достопочтенный Пинто Катя         |
| Министр связи, транспорта, туризма и развития промышленности                                                                                                 | Боутокаан Те Коауа | Достопочтенный Табераннанг Тимон  |
| Министр образования | Манеабан Те Маури  | Достопочтенный Майре Теканене     |
| Министр окружающей среды, земли и развития сельского хозяйства                                                                                               | Манеабан Те Маури  | Достопочтенный Тиарит Квонг       |
| Министр финансов и экономического развития | Манеабан Те Маури  | Достопочтенный Том Мердок         |
| Министр рыбного хозяйства и развития морских ресурсов | Манеабан Те Маури  | Достопочтенный Тиниан Рейхер      |
| Министр здравоохранения и медицинских услуг | Боутокаан Те Коауа | Достопочтенный Кауту Тенауа       |
| Министр труда и развития людских ресурсов | Манеабан Те Маури  | Достопочтенный Буту Батерики      |
| Министр развития островов Лайн и Феникс | Боутокаан Те Коауа | Достопочтенный Тавита Темоку      |
| Министр общественных работ и коммунального хозяйства | Боутокаан Те Коауа | Достопочтенный Кирабуке Тейауа    |
| Генеральный прокурор | Боутокаан Те Коауа | Достопочтенный Титабу Табане      |

В октябре 2013 года два министра: министр связи, транспорта и туризма Табераннанг Тимон и министр общественных работ и коммунального хозяйства Кирабуке Тейауа  подали в отставку после того, как узнали, что они получили чрезмерные надбавки, и на фоне призывов уволить их за коррупцию. Их заменили Римета Бениамина и Вайсанг Кум Ки. Кроме того, Тангарики Рите была назначена на вновь созданную должность министра по делам женщин, молодежи и социальных вопросов.
В феврале 2014 года министр труда (от Партии Маури Кирибати) Буту Батерики подал в отставку после того, как ему было предъявлено обвинение в нападении на его бывшую жену. Его заменил Мартин Морети.

### Состав 2007—2011 гг.
По состоянию на июнь 2011 года:
| Должность                                                       | Министр               |
| --------------------------------------------------------------- | --------------------- |
| Ппрезидент; Министр иностранных дел                             | Аноте Тонг            |
| Вице-президент; Министр торговли, промышленности и кооперации   | Тейма Онорио          |
| Министр общественных работ и инфраструктуры                     | Кирабуке Тайуа        |
| Министр образования, молодежи и спорта                          | Тоакай Кориринтетааке |
| Министр связи, транспорта и туризма                             | Темат Эреатеити       |
| Министр здравоохранения и медицинских услуг                     | Кауту Тенауа          |
| Министр окружающей среды, земель и развития сельского хозяйства | Амбероти Никора       |
| Министр внутренних и социальных дел                             | Кураит Бениато        |
| Министр финансов и экономического развития                      | Натан Тиве            |
| Министр рыболовства и морских ресурсов                          | Табераннанг Тимон     |
| Министр развития островов Лайн и Феникс                         | Тавита Темоку         |
| Министр труда и людских ресурсов                                | Иотеба Редферн        |
| Генеральный прокурор                                            | Титабу Табане         |